# Lucas Bernardi
Lucas Ademar Bernardi (* 27. September 1977 in Rosario) ist ein ehemaliger argentinischer Fußballspieler. Er war zuletzt bei den Newell’s Old Boys unter Vertrag.

## Karriere
Lucas Bernardi spielte von Januar 1998 bis Dezember 2000 bei Newell’s Old Boys in Argentinien und von Januar bis Juni 2001 bei Olympique Marseille in Frankreich.
Er nahm am Konföderationen-Pokal 2005 teil, verlor jedoch mit seiner Mannschaft das Finale gegen den südamerikanischen Rivalen Brasilien mit 1:4. Er nahm zudem an der Qualifikation zur Fußball-Weltmeisterschaft 2006 teil.
Bernardi reifte in seiner Zeit beim AS Monaco zu einem der wichtigsten Spieler des Teams. Seine andauernde Knieverletzung sorgte dafür, dass er für die Nationalmannschaft nicht in Betracht kam und die Saison 2006/07 bereits vorzeitig beenden musste.
Ab 2008 spielte er wieder in Rosario für die Newell’s Old Boys. Bei einem Dopingtest im Jahr 2012 wurde ihm die Einnahme von Pseudoephedrin nachgewiesen, woraufhin er bis zum 27. März 2013 für drei Monate gesperrt wurde. Sein letztes Spiel bestritt er am 30. November 2014.

## Erfolge
Monaco
- Sieger der Coupe de la Ligue: 2003

Newell’s Old Boys
- Argentinischer Meister: 2013-F